# Зелёна-Гура (аэропорт)
Аэропорт «Зелёна-Гура-Бабимост» (пол. Port lotniczy Zielona Góra-Babimost); ИАТА: IEG, ИКАО: EPZG) — польский аэропорт регионального значения, расположенный в 35 километрах к северу от г.Зелёна-Гура Любуского воеводства.
Аэропорт расположен в деревне Крамско, недалеко от города Бабимост, 95 км  к западу от Познани (население 581,000), в 90 км к востоку от немецкой границы, и в 170 км от центра Берлина.
Аэропорт является 14-м по загруженности в Польше, или последним среди функционирующих. Недавно он был взят передан властям польской армией и стал находиться в ведении государственного предприятия «Порти Лотниче» (PPL), оператора аэропорта Варшавы. 
Из аэропорта осуществляются только внутренние пассажирские перевозки по маршруту Варшава-Зелёна-Гура. Аэропорт эксплуатирует одна польская государственная авиакомпания «LOT», которая обслуживает рейсы на самолетах Bombardier и Embraer один раз в неделю.

## Принимаемые типыВС
Boeing 737/B757/B767/B787, Airbus A320, Ту-154, ATR 42/ATR 72, Embraer 170,  Ил-62/Ил-76, Boeing C-17 и вертолёты всех типов.

## См.также
- Список аэропортов Польши